# Vendedor de pescado
La escultura urbana conocida como Vendedor de pescado, ubicada en la plaza Trascorrales, en la ciudad de Oviedo, Principado de Asturias, España, es una de las más de un centenar que adornan las calles de la mencionada ciudad española.
El paisaje urbano de esta ciudad se ve adornado por obras escultóricas, generalmente monumentos conmemorativos dedicados a personajes de especial relevancia en un primer momento, y más puramente artísticas desde finales del siglo XX.
La escultura, hecha en bronce, es obra de José Antonio García Prieto, y está datada en 1996. La obra representa a un típico vendedor de pescado, y está formada por la figura de un hombre en cuclillas, el cual se encuentra junto a una caja rectangular, llena de pescado. Con ella se trata de recordar a los típicos vendedores que se situaban en las lonjas y plazas de mercados como la que albergó el edificio de Trascorrales delante del cual se encuentra el grupo escultórico sobre una pétrea peana.
La pieza fue donada por el propio autor, el cual la había realizado inicialmente en madera y luego se pasó a bronce.